# Świadkowie Jehowy na Saint Kitts i Nevis
Świadkowie Jehowy na Saint Kitts i Nevis – społeczność wyznaniowa na Saint Kitts i Nevis, należąca do ogólnoświatowej wspólnoty Świadków Jehowy, licząca w 2023 roku 430 głosicieli (Saint Kitts – 341 głosicieli i 89 na Nevis), należących do 4 zborów (3 na Saint Kitts i 1 na Nevis). Na dorocznej uroczystości Wieczerzy Pańskiej w 2023 roku zgromadziło się 988 osób (754 na Saint Kitts i 234 na Nevis) (ok. 2,5% mieszkańców). Działalność miejscowych głosicieli koordynuje Amerykańskie Biuro Oddziału w Wallkill w Stanach Zjednoczonych.

## Historia
Działalność rozpoczęli na wyspach w roku 1914 zagraniczni wyznawcy, a w roku 1930 była ona już prowadzona regularnie. W roku 1936 na Saint Kitts działała grupa zainteresowanych, a na przełomie lat 30. i 40. również na Nevis. Na początku lat 30. XX wieku w trakcie podróży misjonarskiej Saint Kitts odwiedził George Young. W roku 1944 policja na Saint Kitts skonfiskowała publikacje Świadków Jehowy, jednak członkowie tego wyznania dalej rozgłaszali swoją religię, m.in. za pomocą gramofonów.
Na przełomie lat 40. i 50. XX wieku na wyspę przybyli pierwsi misjonarze Szkoły Gilead, którzy utworzyli zbór. W roku 1945 na Saint Kitss działało 8 głosicieli, a na Nevis dwóch głosicieli rozpoczęło działalność w roku 1948. Misjonarze korzystali z 18-metrowego szkunera Sibia, który później został zastąpiony większą łodzią – Light.
W roku 1950 działało 80 głosicieli, a 6 lat później ich liczba wynosiła 108. W roku 1975 zanotowano liczbę 200 głosicieli.
W 2009 roku na Saint Kitts działało 201 głosicieli, na Nevis 61 – łącznie 262, a na uroczystości Wieczerzy Pańskiej (Pamiątce) zebrało się 979 osób. W 2011 roku na Saint Kitts powstał czwarty zbór. W tym samym roku na Pamiątce zebrały się 1104 osoby (864 na Saint Kitts i 240 na Nevis; około 1,7% mieszkańców kraju). W 2013 roku zanotowano liczbę 271 głosicieli, w 2018 roku – 281, a w 2023 - 430. We wrześniu 2022 roku zorganizowano pomoc humanitarną dla poszkodowanych przez huragan Fiona.
Kongresy regionalne odbywają się w Basseterre w języku angielskim i hiszpańskim.